# Traunreut
Traunreut è una città tedesca situata nel land della Baviera.

## Amministrazione

### Gemellaggi
- Nettuno, Italia dal 1974
- Lucé, Francia dal 1989
- Virovitica, Croazia dal 1999